# Alfa Romeo Stelvio
Alfa Romeo Stelvio (Серия 949) — компактный кроссовер, производство которого стартовало в конце 2016 года.
В процессе разработки носил имя C-SUV — что фактически означает Compact Sport Utility Vehicle — компактный автомобиль спортивно-хозяйственного назначения.
В феврале 2016 года стало известно, что автомобиль получит имя Stelvio.
Автомобиль построен на одной платформе с седаном Giulia и представлен в исполнениях с исключительно задним и активируемым посредством муфты полным приводом. Руководство FIAT анонсировало, что модель сохранит спортивность в дорожных повадках, свойственную автомобилям Alfa Romeo. Большая работа будет проделана по повышению качества, надёжности новых моделей, снижению эксплуатационных расходов.
По словам исполнительного директора Alfa Romeo Харальда Вестера, компактный кроссовер станет одним из локомотивов реализации плана роста продаж компании до 500 тысяч автомобилей в год. В 2011 году цель была подкорректирована до 400 тысяч машин в 2014 году.
Официальные фотографии автомобиля появились в ноябре 2016 года.

### Безопасность
| Euro NCAP                                                                       | Euro NCAP | Euro NCAP | Euro NCAP             |
| ------------------------------------------------------------------------------- | --------- | --------- | --------------------- |
| · общий рейтинг                                                                 |           |           |                       |
| 97%                                                                             | 84%       | 71%       | 60%                   |
| взрослый пассажир                                                               | ребёнок   | пешеход   | активная безопасность |
| Протестированная модель: Alfa Romeo Stelvio 2.2 diesel 'Super', 4x4, LHD (2017) |           |           |                       |